# والنتین گومز
دیگو والنتین گومز (انگلیسی: Valentín Gómez؛ زادهٔ ۲۶ ژوئن ۲۰۰۳) بازیکن فوتبال اهل آرژانتین است که در حال حاضر برای باشگاه فوتبال ولز سارسفیلد بازی می‌کند. 
وی همچنین در تیم ملی فوتبال زیر ۲۰ سال آرژانتین بازی کرده است.